# Epitranus
Epitranus is een geslacht van vliesvleugeligen uit de familie bronswespen (Chalcididae). De wetenschappelijke naam van dit geslacht is voor het eerst geldig gepubliceerd in 1834 door Walker.

## Soorten
Het geslacht Epitranus omvat de volgende soorten:
- Epitranus albipennis Walker, 1874
- Epitranus aligarhensis (Shafee & Dutt, 1986)
- Epitranus anervosus Steffan, 1957
- Epitranus ater Boucek, 1982
- Epitranus atripennis Boucek, 1982
- Epitranus bifasciatus Boucek, 1982
- Epitranus castaneus Cresson, 1865
- Epitranus chilkaensis (Mani, 1936)
- Epitranus clavatus (Fabricius, 1804)
- Epitranus clypealis Masi, 1943
- Epitranus crassicornis Boucek, 1982
- Epitranus cyclogaster (Schmitz, 1946)
- Epitranus denticulatus (Schmitz, 1946)
- Epitranus dorsiplanus Boucek, 1982
- Epitranus elongatulus (Motschulsky, 1863)
- Epitranus emissicius Steffan, 1957
- Epitranus erythrogaster Cameron, 1888
- Epitranus evanioides (Westwood, 1835)
- Epitranus exultans Steffan, 1957
- Epitranus ferrugineus (Cameron, 1912)
- Epitranus filicornis Steffan, 1957
- Epitranus formicarius Walker, 1862
- Epitranus frequens Masi, 1940
- Epitranus frontus Narendran, 1989
- Epitranus gauldi Boucek, 1982
- Epitranus globosus Narendran, 1989
- Epitranus hamoni (Risbec, 1957)
- Epitranus hassani Boucek, 1982
- Epitranus impulsator Walker, 1862
- Epitranus incensitus Steffan, 1957
- Epitranus indicus Husain & Agarwal, 1982
- Epitranus inops Steffan, 1957
- Epitranus intermediator Narendran & Sudheer, 2004
- Epitranus intermedius (Schmitz, 1946)
- Epitranus io (Girault, 1915)
- Epitranus kivuensis (Schmitz, 1946)
- Epitranus longepetiolatus (Schmitz, 1946)
- Epitranus malaicus Boucek, 1982
- Epitranus nigriceps Boucek, 1982
- Epitranus nigriscutum (Girault, 1914)
- Epitranus nigrithorax (Girault, 1915)
- Epitranus nitens Boucek, 1982
- Epitranus nitidus (Schmitz, 1946)
- Epitranus observator Walker, 1862
- Epitranus obsoletus Boucek, 1982
- Epitranus opificus Steffan, 1957
- Epitranus oxytelus Boucek, 1982
- Epitranus parvidens (Strand, 1911)
- Epitranus pilosipennis Boucek, 1982
- Epitranus punctatus Narendran, 1989
- Epitranus ramnathi (Mani & Dubey, 1973)
- Epitranus rubricolor (Schmitz, 1946)
- Epitranus ruficornis (Schmitz, 1946)
- Epitranus rufus (Schmitz, 1946)
- Epitranus ruptator Walker, 1862
- Epitranus rwindianus (Schmitz, 1946)
- Epitranus salinae Narendran, 1989
- Epitranus sedlaceki Boucek, 1982
- Epitranus stantoni (Ashmead, 1904)
- Epitranus subplanus Boucek, 1982
- Epitranus sudanensis (Ruschka, 1924)
- Epitranus teleute (Walker, 1838)
- Epitranus torymoides (Risbec, 1953)
- Epitranus umbripennis Boucek, 1982
- Epitranus vicinus Boucek, 1982